# فرنسيس ر. باركر
فرنسيس ر. باركر هو سياسي كندي، ولد في 1800، وتوفي في 21 أغسطس 1894. انتخب عضو مجلس نواب نوفا سكوشا.